# Rozalia Mancewicz
Rozalia Mancewicz (27 de junio de 1987, Melbourne, Australia) es una modelo polaca nacida en Australia que fue coronada como la ganadora de Miss Polonia 2010 y quien representó a su país en Miss Universo 2011 en Brasil.

## Primeros años
Nacida en Melbourne, pero radicada en Pomigacze, Mancewicz es una estudiante de Inglés en la Universidad de Bialystok, con el objetivo de convertirse en intérprete.

## Miss Reina Internacional del Turismo 2005
Antes de su participación en Miss Polonia, Mancewicz fue la representante oficial de su país en el 2005 para Miss Reina Internacional del Turismo celebrada en concurso de Hangzhou, donde quedó tercera finalista solo detrás de la ganadora final, Nikoletta Ralli de Grecia.

## Miss Polonia 2010
Mancewicz, que mide 1,75 m (5 pies 9 pulgadas) de altura, compitió como otras de las 18 finalistas en su país en el concurso de belleza nacional, Miss Polonia, se celebró en Lodz el 11 de diciembre de 2010, donde obtuvo el Miss Internet premio y se convirtió en el ganador final del título, ganando el derecho de representar Polonia en el Miss Universo 2011.
- Datos: Q2457305